# Beba Lončar
Desanka "Beba" Lončar (Beograd, 28. travnja 1943. - ), srbijanska i talijanska glumica, popularna od 1960-ih do 1980-ih, u kom periodu je glumila u 52 filma.

## Životopis
Desanka Lončar na film je došla posve slučajno, 1960. godine, kao gimnazijalku zamijetili su je producenti filma Ljubav i moda i ponudili joj ulogu lijepe mlade djevojke Sonje Ilić. Ta lepršava komedija, s tada vrlo popularnim glumcima Miodragom Petrovićem-Čkaljom, Mijom Aleksićem, Severinom Bijelićem, Janezom Vrhovcem stvorila je od tadašnje srednjoškolke Desanke Lončar, novu filmsku zvijezdu Bebu Lončar. Nakon toga uslijedio je još veći uspjeh s filmom Deveti krug redatelja Francea Štiglica, filmom o drami židovske djevojke Ruth (Dušica Žegarac) u kojem je Beba Lončar glumila prijateljicu Magdu.
1963. godine engleski redatelj Jack Cardiff snimao je tadašnjoj Jugoslaviji Duge brodove, hollywoodski film A produkcije o vikinzima i njihovom životu, s tadašnjim prvoklasnim glumačkim zvijezdama: Richardom Widmarkom, Sidneyem Poitierom i Rosannom Schiaffino. Zvijezda odabrana da glumi lik Gerde napustila je snimanje te je redatelj Cardiff morao pronaći zamjenu. Izabrana je Beba Lončar i time je otpočela njena inozemna karijera.
1964. godine, pozvao ju je talijanski redatelj Mauro Bolognini da mu glumi 
u filmu  La donna è una cosa meravigliosa (Žena je predivna stvar), film je prikazan na Festivalu u Veneciji i imao zapažen nastup. Te iste 
godine Beba je angažirana na više strana i glumi u Francuskoj, Jugoslaviji, Njemačkoj i Italiji.
Sljedeće godine 1965., glumi u vrlo uspjelom filmu redatelja Pietra Germia Signore & signori, žestokoj kritici provincijskog licemjerja. Film je dobio Veliku nagradu (Grand Prix) na Filmskom festivalu u Cannesu 1966. godine.
Nakon toga ne obazirući se na posljedice i buduću karijeru glumi u vrlo tanašnim filmovima kao što je Il massacro della foresta nera, Agente segreto L.K. Operazione Mida, Una vergine per il bandito, Rapporto Fuller: base a Stoccolma i Svetlana ucciderà il 28 settembre, posljednja dva režirao je Sergio Grieco u istom maniru.
1969. glumila je u filmu Salvatorea Samperija-Cuore di mamma (Majčino srce).
1970. godine redatelj Mario Monicelli dao joj je ulogu princeze Berthe d'Avignon u vrlo popularnoj komediji Brancaleone alle crociate (Brancaleone u križarima).
Nakon toga dobila je ulogu u filmu La ragazza dalla pelle di luna (Djevojka u mjesečevoj koži) u kojoj je bljesnula Zeudi Araya.
1974. godine bila je veoma popularna u Italiji, jer je igrala lik djevojke glavnog protagonista Giancarla Zanettija u televizijskoj drami kuće RAI Ho incontrato un'ombra (Upoznao sam sjenu), u režiji Daniela D'Anza.
U to doba bila je vrlo popularna u Italiji, stalno na televiziji bilo kao gost ili voditelj različitih zabavnih programa. 1978. snimila je i izdala gramofonsku ploču Dentro. 
U međuvremenu se njezina filmska karijera polako gasila, sve rjeđe su je angažirali, sve dok 1983. nije snimila svoj posljednji film La villa delle anime maledette (Vila prokletih duša).
Nakon toga Beba Lončar vratila se u tadašnju Jugoslaviju, naselivši se u Split, grad svoga tadašnjeg muža Josipa Radeljaka "Dikana", jer je on ondje posjedovao vrlo poznati ugostiteljski objekt. 
Radeljak je sredinom devedesetih započeo izvanbračnu vezu s također glumicom, ali znatno mlađom Enom Begović, pa je potkraj 1990-ih pokrenuo brakorazvodnu parnicu, te je Beba otišla iz Italije, a nakon nekoliko godina s novim partnerom natrag u Beograd.

## Filmografija
- 1960. - Ljubav i moda
- 1960. - Deveti krug
- 1961. - Dvoje
- 1962. - ''...und ewig knallen die Räuber, austrijski film
- 1962. - Mandragola, TV film
- 1962. - Dr, lik Slavke Cvijović
- 1962. - Medaljon sa tri srca
- 1963. - Zemljaci
- 1964. - The long ships (Dugi brodovi), lik Gerde
- 1964. - Ein Frauenarzt klagt an, lik Eve Möllmer
- 1964. - Lito vilovito
- 1964. - Freddy und das Lied der Prärie, lik Anite
- 1964. - La donna è una cosa meravigliosa (Žena je predivna stvar)
- 1965. - Slalom, lik Helen
- 1965. - Signore & signori, redatelj Pietro Germi
- 1965. - Il morbidone (Sanjar)
- 1965. - Letti sbagliati
- 1965. - La Celestina p... r..., lik Luiselle
- 1965. - Le corniaud, lik Ursule
- 1965. - Casanova '70, redatelj Mario Monicelli
- 1966. - All'ombra delle aquile
- 1966. - The Boy Cried Murder, lik Susie
- 1967. - Soledad
- 1967. - Scusi, facciamo l'amore?, lik Lidije
- 1967. -  Hermann der Cherusker - Die Schlacht im Teutoburger Wald (Masakr u crnoj šumi), lik Livije
- 1967. - I giorni della violenza, redatelj Alfonso Brescia
- 1967. - Bitter Fruit (Gorki plodovi) lik Tite
- 1967. - Agente speciale L.K. (Lucky, el intrépido), lik Bebe
- 1968. - Sharon vestida de rojo
- 1968. - Quella carogna dell'ispettore Sterling, lik Janet
- 1968. - Cover Girl, lik Anne
- 1969. - Interrabang
- 1969. - Mother's Heart lik Magde Franti
- 1969. - Alcune ragazze lo fanno (Some girls do)
- 1969. - Svetlana uccidera il 28 settembre
- 1969. - Rapporto Fuller, base Stoccolma, lik Svetlane Goljadkin
- 1970. - Brancaleone alle crociate (Brancaleone u križarima)
- 1970. - Pussycat, Pussycat, I Love You, lik Ornelle
- 1970. - Cerca di capirmi
- 1972. - La ragazza dalla pelle di luna, lik Helen
- 1972. - Terza ipotesi su un caso di perfetta strategia criminale
- 1972. - Il Decameron No. 3 - Le più belle donne del Boccaccio
- 1975. - Sweet love dolce amore (La donneuse)
- 1976. - Gli uccisori
- 1976. - Ragazzo di Borgata
- 1976. - Quelle strane occasioni, lik udovice Adami
- 1976. - Perché si uccidono
- 1976. - La Polizia ordina: sparate a vista, lik Jane
- 1977. - Quella strana voglia d'amore
- 1979. - Pakleni otok
- 1979. - Drugarčine, lik Vere Đurić
- 1980. - Sunday lovers, lik Marise
- 1982. - La villa delle anime maledette, lik Marthe

## Vanjske poveznice
- Beba Lončar na portalu IMDb